# West Beacon
West Beacon är en kulle i Antarktis. Den ligger i Östantarktis. Nya Zeeland gör anspråk på området. Toppen på West Beacon är 2 345 meter över havet, eller 721 meter över den omgivande terrängen. Bredden vid basen är 8,7 km.
Terrängen runt West Beacon är varierad. Trakten är obefolkad. Det finns inga samhällen i närheten. 